# Al-Jawshan Al-Kabîr
 (décembre 2017).
L’invocation "Al-Jawshan Al-Kabîr"(arabe : الجوشن الكبير L’invocation de la grande cotte de mailles), est une longue invocation récitée par les chiites, notamment pendant la nuit du destin du mois de Ramadan. Le mot “jawshan” signifie, dans la terminologie religieuse, une longue prière, connue sous le nom d’al-Jawshan al-Kabir, transmise par le Prophète Mahomet. 

## Le récit
Cette prière a été rapportée dans le livre Balad al-Amin où `Ali ibn al-Husain raconte un récit transmis par son père, qui le tenait lui-même de son grand-père maternel, Mahomet.Cette supplication a été transmise par l’Ange Gabriel au Prophète pendant une bataille. Le prophète avait pris part à cette bataille muni d’une très lourde cotte de mailles pour se protéger. Il est rapporté que l’armure était si imposante qu’elle blessait le Prophète. C’est alors que l’ange Gabriel vint au Prophète et lui dît: “O’ Muhammad! Ton Seigneur te salue. Il t’ordonne de te défaire cette cotte de mailles et de réciter ceci. Ce sera une protection pour toi et ta communauté (Ummah) ’’

## Text
Le mot « Jawshan » signifie littéralement « une sorte d’armure, des vêtements de protection portés en temps de guerre ». Dans la terminologie religieuse, ce mot prend le sens d’une longue prière, appelée al Jawshan al Kabir , laquelle a été transmise par le Prophète. Elle est composée de 100 chapitres, à la fin de chacun le passage suivant est répété :
« Ô Seigneur ! Gloire à Toi, il n’y a de Dieu que Toi ! 
Nous nous réfugions en Toi, protège nous de l’Enfer ! » 
L’ensemble de la prière comprend 250 noms d’Allah et 750 attributs divins et supplications. Le but de toutes ces supplications est d’implorer Dieu afin d’être sauvé des malheurs pendant la vie d’ici-bas et protégé du châtiment dans l’au-delà.

### Une partie de l’invocation Al-Jawshan Al-Kabîr
En ton nom, je te demande,
O, affectueux
O, bienfaiteur
O, créditeur
O, argumentateur 
O, sultan
O, approbateur
O, encenseur
O, coopérateur
O, généreux
O, éloquent
Gloire à toi.
Il n'y a de Dieu que toi.
Tu es d'un grand secours.
De nous préserver du feu, ô, Seigneur.